# El Granzal
El Granzal är en ort i Honduras.   Den ligger i departementet Departamento de Ocotepeque, i den västra delen av landet, 180 km väster om huvudstaden Tegucigalpa. El Granzal ligger 1 346 meter över havet och antalet invånare är 876.
Terrängen runt El Granzal är huvudsakligen kuperad, men åt sydost är den bergig. Terrängen runt El Granzal sluttar västerut. Runt El Granzal är det ganska glesbefolkat, med 45 invånare per kvadratkilometer. Närmaste större samhälle är San Marcos, 9,0 km väster om El Granzal.  